# ARK (опера-балет)
Опера-балет «ARK» (укр. опера-балет КОВЧЕГ) - фінальна частина біблійної трилогії IYOV-BABYLON-ARK формації NOVA OPERA, режисера Влада Троїцького та композиторів Романа Григоріва та Іллі Разумейко. Створена та поставлена в 2017 році.

## Історія створення
Весною 2017 року, під час підготовки концепції фестивалю Гогольfest в Києві режисер Влад Троїцький вирішив окреслити концепцію фестивалю за допомогою старозаповітної легенди про "Ноїв Ковчег". По аналогії із попередніми роботами: опера-реквієм та опера-цирк було обрано синтетичний жанр "опера-балет". Для постановки балету було запрошено швейцарського хореографа Оскара Шакона та танцівників формації Totem Dance.
"Кожному з нас доводиться в певний момент будувати і збирати свій Ковчег. Жодне життя і жодне покоління не уникне свого потопу, кожен приречений на власні випробування. Всесвітній потоп наших днів – це хвилі інформаційного сміття, трешу, фейків, що захлеснули нас із головою. Чи зможемо ми подолати розгубленість, зібрати найдорожче і виплисти? І що вихопимо з хаосу, що візьмемо з собою, чим заповнимо свій Ковчег?"  В. Троїцький
Репетиції відбувались влітку 2017 року в студії Національної спілки композиторів України, та на різних танцювальних репетиційних майданчиках. Оскільки невдовзі після початку репетицій хореограф Оскар Шакон не зміг отримати візу для приїзду в Україну, основну частину перформативних репетицій було проведено без нього, із залученням в якості хореографів Владислава Троїцького, Кристини Шишкарьової та Кристини Слободянюк.
Прем'єра твору відбулась в 9-му павільйоні комплексу ВДНГ в Києві, під час фестивалю «ГогольFest».

## Музика та лібретто
Лібретто опери-балету була створена Владом Троїцьким (продиктована по телефону у вигляді стислого синопсису), і уявляє собою вільну варіацію на тему Ноєвого Ковчегу, в якій вся дія відбувається в уявному матріархальному суспільстві (на сцені в якості танцівників та перформерів діють чотири дівчинки, чотири молоді дівчини, та одна літня жінка). В якості музичного лібретто композитори опери використали фрагменти із старого заповіту (Книга буття та «Пісня пісень»), псалом Давида №130 «De Profundis» та інші латинські сакральні тексти.
В музиці опери-балету використані фрагменти ораторії «De Profundis» Романа Григоріва, а також барокові та нео-мінімалістичні мета цитати. Під час роботи над музикою композитори Нової Опери вперше запросили до співпраці медіа-артиста та електронного музиканта Георгія Потопальского. Важливу роль у музичній тканині опери відіграє електронна лайф-обробка живих голосі та інструментів, зокрема хору солістів, роялю та гітари. 

## Творча група та артисти
- Режисер: Влад Троїцький
- Композитори: Роман Григорів, Ілля Разумейко
- Хореографія: Оскар Шакон, Катерина Шалкіна, Кристина Шишкарьова
  - Totem Dance: Анастасія Міхайленко, Вікторія Донець, Дар'я Донцова, Крістіна Слободянюк
- Актриса: Тамара Плашенко
- Вокал: Марьяна Головко, Анна Кирш, Руслан Кирш, Андрій Кошман, Євген Рахманін
- Інструменталісти: Жанна Марчинская, Андрей Надольский, Роман Григорів, Ілля Разумейко
- Лайф-електроніка: Георгій Потопальский